# Scary Movie 4
Scary Movie 4 è un film del 2006 diretto da David Zucker e interpretato ancora una volta da Anna Faris nel ruolo della protagonista Cindy Campbell.
È il quarto episodio della omonima serie cinematografica. Doveva essere inizialmente l'ultimo film della serie, ma nel 2013 è stato seguito dal quinto capitolo.

## Trama
Shaquille O'Neal e il dottor Phil sono intrappolati in un bagno, dove Billy il Pupazzo li sottopone a un sadico gioco: i due, seppure incatenati ai piedi, devono trovare entro 120 secondi l'antidoto al gas nervino che egli sta iniettando nella stanza. I due, nonostante riescano a trovare il modo per afferrarlo mediante il taglio della caviglia (sbagliata) del dottor Phil, non fanno in tempo e muoiono.
Cindy Campbell va a trovare il cognato Tom Logan che, per colpa di un viagra superstimolante e di un gatto eccitato, cade giù dal terrazzo morendo. In seguito, nel tentativo di trovare lavoro, la ragazza viene assunta come badante della vecchia e catatonica signora Norris. La casa dell'anziana però è infestata da un'oscura presenza. Il vicino di casa della signora è Tom Ryan, impiegato portuale divorziato e padre imbranato di Rachel e Robbie. Dopo un disastro da lui stesso causato è afflitto da rabbia e depressione, consolato solo dagli amici. Nel frattempo è arrivato per lui il giorno di custodia dei ragazzi, che non sono affatto entusiasti all'idea di passare il fine settimana con il padre. Cindy, turbata dalla misteriosa presenza che aleggia in casa Norris, incontra l'uomo e se ne innamora. Lei gli racconta della tragica fine del matrimonio con George: durante un incontro di boxe la donna, per un suo errore, aveva rischiato di morire. George, per salvarla, era morto, ma l'incidente aveva scatenato una reazione a catena.
Più tardi una tempesta si abbatte sulla città e i due vicini sono costretti a separarsi: è l'inizio di un attacco alieno. Cindy corre in casa e lì incontra il fantasma del bambino giapponese (interpretato da Garrett Masuda) che infesta l'abitazione. Tom fugge con Robbie e Rachel, diretto alla casa dell'ex moglie. Cindy intanto incontra la sua vecchia amica Brenda e scappa con lei verso un luogo sicuro.
Le due amiche rubano un'auto e cercano il villaggio indicatogli dal fantasmino. Quando arrivano vengono catturate e condannate a rimanere lì a vita. Cindy e Brenda conoscono il capo del villaggio, che rivela di essere il patrigno del bambino fantasma. Potrebbe esserci una speranza per le due ragazze, ma l'uomo una sera viene pugnalato dallo scemo del villaggio. Durante l'invasione aliena il presidente degli Stati Uniti cercherà di combatterla con numerose conseguenze esilaranti. Tom porta Rachel con sé in un capannone, ospitati da un uomo misterioso. Però Cindy, Brenda, Tom e i figli vengono rapiti e caricati dentro ai TriPodi, le macchine degli alieni.
I tre si ritrovano nel bagno del prologo iniziale del film, dove Billy il pupazzo inserisce alcuni meccanismi ai corpi dei tre, e offrirà a Cindy l'opportunità di salvare sé stessa e i suoi amici. Cindy riesce a salvarsi e scopre, grazie ai consigli del fantasma, una foto la quale svela che Billy il pupazzo è il vero padre del bambino. Scopre anche che il bambino è morto schiacciato da un obeso durante la strage dell'incontro di boxe in cui il marito di Cindy aveva perso la vita. Intanto Tom, per salvare i figli, sta per essere ucciso dalle trappole infernali di Billy il pupazzo, il quale però lo libera pentito di tutti i delitti che ha commesso per vendetta. Tutti sono salvi, l'invasione ha fine, Cindy e Tom ora sono assieme e Brenda e il fratello gemello di Billy il pupazzo hanno avuto un figlio.

## Distribuzione
La pellicola è stata distribuita nelle sale cinematografiche statunitensi a partire dal 14 aprile 2006, mentre in quelle italiane dal 21 aprile.

## Accoglienza

### Incassi
Scary Movie 4 ha incassato nel America del Nord 90710620 $ e 87552000 $ nel resto del mondo, di cui 9487282 $ in Italia, per un totale di 178262620 $ a fronte di un budget di 45 milioni.

### Critica
Sull'aggregatore Rotten Tomatoes il film ha una percentuale di gradimento del 36% con un voto medio di 4.63 su 10 basato su 126 recensioni.

## Riconoscimenti
- 2006 - Razzie Awards
  - Peggior attrice non protagonista a Carmen Electra
- 2006 - Fangoria Chainsaw Awards
  - Nomination Miglior eroina a Anna Faris
- 2006 - Teen Choice Awards
  - Nomination Miglior film commedia